# Jungle Fight 91
Jungle Fight 91 foi um evento de artes marciais mistas promovido pelo Jungle Fight, que ocorreu em 15 de julho de 2017, em Contagem, Minas Gerais. A volta do Jungle Fight não poderia ser em melhor estilo. A edição 91 do maior evento de MMA da América Latina marcou o município de Contagem, Minas Gerais, com combates de alto nível e três novos campeões da organização. O Jungle Fight 91 foi transmitido ao vivo pelo Facebook para cinco países, alcançando mais de 1 milhão de telespectadores, e atingiu o top 1 no Twitter. Na luta principal, Bruce Souto tinha toda a torcida que encheu o ginásio a seu favor, e venceu por decisão unânime um combate equilibrado contra Eduardo Blade, sagrando-se campeão dos meio-médios (77kg). Após a luta, o atleta da Gordin Fight Team prometeu seguir treinando duro para defender o tão sonhado topo da categoria.. A disputa pelo cinturão dos pesados do Jungle Fight teve uma mudança. Lesionado, Rodrigo ‘Zé Colmeia’ teve que sair do card, e o mineiro Marcus Vinícius ‘Montanha’, da Gordin Fight Team entrou em seu lugar para enfrentar Roggers ‘The Tigger’ pelo topo da categoria..

## Ligações Externas
1. ↑  novo campeão Peso Meio Médio do Jungle Fight
2. ↑  novo campeão Peso Galo do Jungle Fight
3. ↑  novo campeão Peso Pesado do Jungle Fight